# Wiesengrund
Wiesengrund är en kommun i Landkreis Spree-Neisse i förbundslandet Brandenburg i Tyskland. 
Kommunen bildades den 31 december 2001 genom en sammanslagning av de tidigare kommunerna Gahry, Gosda, Jethe, Mattendorf och Trebendorf. 
Kommunen ingår i kommunalförbundet Amt Döbern-Land tillsammans med kommunerna Döbern, Felixsee, Gross Schacksdorf-Simmersdorf, Jämlitz-Klein Düben, Neisse-Malxetal och Tschernitz.